# Колосс (Marvel Comics)
Коло́сс (англ. Colossus), настоящее имя Пётр Никола́евич Распу́тин (англ. Piotr Nikolaievitch Rasputin) — супергерой Marvel Comics. Создан автором Леном Уэйном и художником Дэйвом Кокрумом и впервые появился в Giant-Size X-Men #1 (май, 1975). Русский мутант, член Людей Икс. После дебюта он достаточно часто присутствовал в комиксах, связанных с Людьми Икс. Также талантливый художник, он нехотя соглашается использовать свои силы в бою, чувствуя, что его ответственность — направить свои способности на благо рода обычных людей и мутантов. В фильмах о Людях Икс его сыграл Дэниел Кадмор, а в фильме «Дэдпул» — Андре Трикоте (мимика — Грег Ласалль, озвучил Стефан Капичич).

## Биография
Колосс родился в посёлке Усть-Ордынский (РСФСР), также проживал в Усолье-Сибирском и охранял 26-й район, а после его заменили перспективным юнцом. Вскоре его семья переехала в Ленинград. Профессор Икс отыскал Колосса с помощью Церебро и предложил ему присоединиться к команде Людей Икс, которая должна была спасти оригинальных героев с острова Кракоа. Колосс согласился. После миссии он остался в команде. Он сдружился с Росомахой и полюбил Китти Прайд. Позже погиб от Вируса Наследия. Позже воскрес. Сейчас является частью Тихого совета Кракоа.

## Альтернативные версии
Ultimate Marvel
Петя Распутин родился в посёлке Усть-Ордынский. Удивительные способности Пети проявились достаточно рано. В детстве он помогал своим родителям по работе. О его уникальных способностях довольно быстро узнала русская мафия. Маленький мальчик был похищен. К сожалению, его сила была крайне ограничена. Послужил подопытным объектом при изучении наркотика «Баньши», за счёт которого и получил высокие физические возможности. Позднее бандиты передали его своим «соратникам» в Америке. Так маленький Пётр попал в ФРГ.
Ему пришлось работать на русских мафиозников. Колосс не забыл о своих родителях и братьях, оставшихся в России, и постоянно высылал им деньги, которые ему давали бандиты. Профессор Икс отыскал Колосса с помощью Церебро и предложил ему присоединиться к команде Людей Икс. Колосс согласился. Бандиты во главе с «паханом» — Большим Борисом — не хотели отпускать такого уникального бойца, как Колосс. Однако Росомаха и Циклоп умерили их пыл и «уговорили» оставить Петра в покое. Во время своего пребывания в Школе Ксавьера Пётр зарекомендовал себя, как замкнутый и неразговорчивый человек. Он мало общался с другими Людьми Икс и всегда держался в стороне. Позже открылось, что Колосс физически зависим от препарата, усиливающего его мутантские силы, без приёма этого препарата его силы настолько уменьшаются, что он не может поднять собственные руки в «стальной» форме.
После Ультиматума Джина Грей с помощью телепатии видит Колосса и Шторм в научной лаборатории в состоянии аффекта.
Позже он освободился и пришёл в Утопию.
В Ultimate Marvel Коллос гей, встречается с Полярной звездой и был влюблён в Росомаху.

## Силы и способности
Колосс может трансформировать своё тело в уникальную органическую сталь. Стальной Колосс может поднимать вес до 200 тонн, крайне вынослив, не нуждается в еде, воде и воздухе и может выдерживать огромную температуру. Превращение Колосса в стальное состояние и обратно происходит по его собственному желанию. Однако, если Колосс теряет сознание, он сразу же становится обычным человеком, и это делает его уязвимым. Прикосновение к вибраниуму так же нивелирует его превращение, не позволяя Колоссу принимать стальную форму. Если ему нанесли рану, и он сделал свою кожу стальной, рана быстро затягивается, и ещё это останавливает кровотечение.
При «Абсолютном Страхе» он получил силы от Цитторака, его возможности поднялись до уровня Джаггернаута. Так же известно что если Колосс возвращается в человеческую форму после крайне длительного нахождения в стальном обличии, то он испускает энергетическую волну во всех направлениях, мощность которой прямопропорциональна времени нахождения в стальной форме, которую он не способен ни сдержать, ни контролировать.

## Вне комиксов

### Фильмы
- В «Люди Икс» Колосс имеет краткое камео в роли студента во дворе школы.
- В фильме 2004 года «Люди Икс 2» Колосса сыграл Дэниел Кадмор. Когда школа подвергается нападению, он спасает Сирену и уводит младших школьников в безопасное место. Он предлагает Росомахе помощь, но Логан говорит ему, чтобы тот позаботился об учениках. В фильме Колосс не имеет русского акцента и говорит мало.
- Кадмор сыграл Колосса в «Люди Икс: Последняя битва». Его имя было изменено на Пётр Распутин (хотя на официальном сайте фильма это его прозвище). В Комнате Страха он бросает Росомаху на Стража, и тот уничтожает противника. Он также присоединяется к борьбе с другими Людьми Икс против Магнето на Алькатрасе. Подобно сцене в Комнате Страха, он бросает Росомаху на Магнето, чтобы злодей отвлёкся на Логана и не заметил Зверя, который и вкалывает вакцину от мутации Магнето. Несмотря на то, что Колосс имеет больше сцен, чем в остальных частях, он здесь говорит очень мало.
- В фильме «Люди Икс: Дни минувшего будущего» Пётр присоединяется к сопротивлению мутантов в будущем и погибает, когда его разрывают на две части Стражи. Но Росомаха меняет будущее, и все, включая Колосса, выживают. Колосса вновь играет Дэниел Кадмор.
- Колосс в исполнении Андре Трикоте появился в сольном фильме про Дэдпула, а озвучил его черногорский и сербский актёр Стефан Капичич. Колосс в исполнении Андре Трикоте получился гораздо ближе к каноничному образу мутанта из комиксов, нежели в фильмах про Людей Икс, однако здесь он всё время представлен в своём стальном виде, даже в особняке Ксавьера он ходит в органической броне. Колосс показан очень правильным и порядочным и даже чересчур чувствительным.
- Стефан Капичич вернулся к роли Колосса в фильме «Дэдпул 2». В этом фильме он также изображён «правильным». Однако, после спасения Дедпула видно, что он решил «нарушить правила».
- Капичич вновь исполнил роль Колосса в фильме «Дэдпул и Росомаха»[4].

### Мультсериалы
- Мультсериал «Прайд из Людей Икс» (пилотный эпизод): член команды Людей Икс.
- Мультсериал «Люди Икс»: появляется в двух сериях. В одной помогает Людям Икс в битве с Джаггернаутом, в другой — с Красным Омегой. Сложились хорошие отношения с Джубили.
- Мультсериал «Люди Икс: Эволюция»: работает на Магнето, поскольку тот угрожает его семье. Уезжает в Россию, когда узнаёт, что Магнето погиб. В последней серии присоединяется к Людям Икс в борьбе с Апокалипсисом.
- Мультсериал «Росомаха и Люди Икс»: появляется в первой серии как член команды Людей Икс. После исчезновения профессора и распада команды возвращается домой в Россию. Позже Зверь зовёт его обратно, но он отказывается.

### Видеоигры
- Играбельный персонаж в X-Men: Children of the Atom.
- В X2: Wolverine’s Revenge присутствует как неигровой персонаж.
- Появляется в X-Men Legends и X-Men Legends II: Rise of Apocalypse как играбельный персонаж.
- В X-Men: The Official Game встречается в одной из миссий за Ночного Змея. Согласно комиксам, Колосс способен до определённой степени сопротивляться электричеству, но в игре ему легко наносят урон солдаты с электрокопьями.
- В игре Marvel: Ultimate Alliance является DLC эксклюзивом для версий PlayStation 3, Xbox 360 и Wii. Также Тёмный Колосс будет одним из боссов на последних уровнях игры, в башне Доктора Дума.
- Появляется как играбельный персонаж в MMORPG Marvel Heroes.
- В игре Lego Marvel Super Heroes по сюжету появляется лишь частично (во время сражения с Джаггернаутом в одном из уровней). Также он играбелен в свободной игре и является одним из больших LEGO-фигурок (наподобие Существа и Халка).
- Играбельный персонаж в Marvel Contest of champions.
- Играбельный персонаж в Marvel Future Fight.
- Играбельный персонаж мобильной игре Marvel: Strike Force.